# Resolució 1046 del Consell de Seguretat de les Nacions Unides
La Resolució 1046 del Consell de Seguretat de les Nacions Unides fou adoptada per unanimitat el 13 de febrer de 1996. Després de recordar les resolucions anteriors, inclosa la resolució 1027 (1995) sobre l'extensió de la Força de Desplegament Preventiu de les Nacions Unides (UNPREDEP) fins al 30 de maig de 1996, el Consell va autoritzar un augment de la força de la UNPREDEP d'un addicional de 50 militars per recolzar en les seves operacions.
El Consell també va autoritzar l'establiment del Comandant de la Força de la UNPREDEP i va demanar al Secretari General de les Nacions Unides que informés el 20 de maig de 1996 sobre la situació a la regió i qüestions relacionades amb la UNPREDEP.